# Beaurieux (Nord)
Beaurieux è un comune francese di 169 abitanti situato nel dipartimento del Nord nella regione dell'Alta Francia
Beaurieux confina con il comune belga di Sivry-Rance.

## Società

### Evoluzione demografica
Abitanti censiti